# El Rama
El Rama ist ein Municipio im Departamento Región Autónoma de la Costa Caribe Sur des mittelamerikanischen Staates Nicaragua, am Zusammenfluss von Río Mico und Río Siguia. Die Kreishauptstadt ist Ciudad Rama. Das Municipio erstreckt sich vom Río Caño Colorado einem Zufluss des Río Mahogany, bis zum Río La Cusuca etwa 150 Kilometer lang und 32 Kilometer breit.

## Geschichte
Der Name wurde von der Ethnie Rama (Volk) übernommen, welche sich in dieser Gegend
auf den Flüssen Río Siquia, Río Mico, Río Rama und Río Escondido bis zur Küste der Karibik lebten und sich nicht durch britische Piraten und andere Europäer, die seit 1633 in die Miskitoküste eindrangen, unterwerfen ließen.
Bis zur Eingemeindung unter José Santos Zelaya in das Staatsgebiet von Nicaragua bestand eine Allianz aus Briten und Miskitos, welche das Königreich der Miskitos mit Feuerwaffen ausrüstete, womit die anderen Ethnien einschließlich der Rama unterdrückt wurden.
Zwischen 1877 und 1880 war die Ciudad Rama im Flussgebiet südwestlich des Río Siquia (Río San Julia), einem Gebiet, welches als zu anfällig für Überschwemmungen erwies, weshalb die Stadt an den heutigen Standort verlegt wurde.
Der Kreisort El Rama wurde am 8. Dezember 1910 zur Ciudad aufgewertet und das Kreisgebiet am 28. Dezember 1910 zum Municipio aufgewertet. Mit der Eingemeindung 1894 war das Municipio für die Volkswirtschaft als Lieferant von Edelholz, Naturkautschuk (Hule) und Bananen für US-Unternehmen von Bedeutung. Diese wirtschaftliche Aktivität hatte Zuzug von Arbeiterinnen und Arbeitnehmern aus den Departamentos Granada, Boaco und Chontales zur Folge. Durch den Bau der 292 Kilometer langen Carretera Managua – El Rama wurde die Grenze der landwirtschaftlichen Nutzfläche in das Municipio hinein geschoben. Es vergrößerten sich landwirtschaftlich geprägte Orte wie Muelle de los Bueyes, Nueva Guinea und Kukra Hill. Ein katalanischer Kapuziner aus dem Vikariat Bluefiels ließ 1915 eine katholische Kirche in Ciudad Rama errichten.
Viele Menschen siedelten sich zwischen 1920 und 1945 neu an, häufig sammelten sie Kautschuk und fällten Bäume. Ein weiterer Zuzug erfolgte zwischen 1950 und 1974 – die Mechanisierung, Kapitalisierung, Extensivierung der Landwirtschaft für Exportproduktion wie Baumwolle und Zuckerrohr hatte sie häufig aus anderen Landesteilen vertrieben, nun versuchten sie hier, auf den gerodeten Flächen Rinderhaltung zu betreiben.
Zwischen 1950 und 1978 hatte Nicaragua im Agrarbereich jährliche Wachstumsraten von fast fünf Prozent.
Dabei wurde der Agrarexportproduktion gesteigert: Baumwolle, Fleisch, Zucker und Kaffee, jeweils um 500 %, 377 %, 250 % und 151 %. Die Entwicklung von Grundnahrungkörnerfrüchten entwickelte sich im selben Zeitraum mit einer Steigerung von 60 % vergleichsweise moderat, da diese Produktion in vergleichsweise geringem Maß industrialisiert und deshalb auf dem Weltmarkt nicht wettbewerbsfähig war.